# ハサミを持って突っ走る
『ハサミを持って突っ走る』（Running with Scissors）は、オーガステン・バロウズの自伝的小説、及びそれを原作としたアメリカ映画。
アメリカでは2002年に発売。日本では2004年12月にバジリコより発売。翻訳は青野聰。

## あらすじ
マサチューセッツ州ノーサンプトン。オーガステン少年は、両親が別居し、母親の掛かりつけ精神科医フィンチ博士へ引き取られる。
フィンチ家は荒廃したビクトリア朝の建物で、博士は妻と娘二人、および養子たち、そして一部の患者と生活を共にしており、ルールは事実上存在せず、あらゆる年齢の子供たちは、セックスをしたり、タバコや大麻を吸ったり、権威者に反抗したりするなど好き勝手。フィンチの方針は「13歳で子供たちは自分の人生を自分で管理すべきだ」との考えである。
母親に振り回されるオーガステンだったが、やがてナタリーと生活するようになる。酷い生活だったにもかかわらず、いまだにフィンチの家族と母親を自分の家族だと考えており、「家族とは何か。フィンチ家の一員だったか。母親の息子だったのか。」との自問に「結局、私はどちらでもないと決めました。」との答えを見出す。

## 登場人物
バロウズ家
オーガステン・バロウズ
主人公、ディアドレとノーマンの息子。13歳の時に精神科医フィンチ一家へ預けられる。
ディアドレ・バローズ
オーガステンの母。精神的不安定な詩人でバイセクシュアル。
ノーマン・バローズ
オーガステンの父。アルコール依存症。
フィンチ家
フィンチ博士
ディアドレを診る精神科医。彼女の息子オーガステンを養子にする。
アグネス・フィンチ
フィンチ博士の妻。
ホープ・フィンチ
フィンチ家の長女。フィンチ博士のオフィスの受付係。
ナタリー・フィンチ
フィンチ家の末娘。オーガステンの1歳年上。
ニール・ブックマン
フィンチ博士の養子。33歳のニールは、まだ13歳だったオーガステンと性的関係を持つ。
その他
フェーン・スチュワート
ディアドレ・バロウズの最初の女性の恋人。彼女は子供を持つ牧師の妻であり、ディアドレとの関係を秘密にしている。
ドロシー
10代のアフリカ系アメリカ人女性。フィンチ博士の元患者で、ディアドレの2人目の女性恋人となる。
マイケル・シェファード
スザンヌ
ジョアン

## 映画
アメリカでは2006年10月27日に公開。日本では劇場公開されず、2007年11月にDVDの販売・レンタルが開始した。

### キャスト
| 役名                   | 俳優                         | 日本語吹替                                          |
| ---------------------- | ---------------------------- | --------------------------------------------------- |
| オーガステン・バロウズ | ジョセフ・クロス             | 日野聡                                              |
| ディアドラ・バロウズ   | アネット・ベニング           | 小山茉美                                            |
| ノーマン・バロウズ     | アレック・ボールドウィン     | 佐々木勝彦                                          |
| ドクター・フィンチ     | ブライアン・コックス         | 小島敏彦                                            |
| ホープ・フィンチ       | グウィネス・パルトロー       | 林真里花                                            |
| ニール・ブックマン     | ジョセフ・ファインズ         | 桐本琢也                                            |
| ナタリー・フィンチ     | エヴァン・レイチェル・ウッド | 園崎未恵                                            |
| アグネス・フィンチ     | ジル・クレイバーグ           | 藤生聖子                                            |
| ドロシー               | ガブリエル・ユニオン         |                                                     |
| マイケル・シェファード | パトリック・ウィルソン       |                                                     |
| フェーン・スチュワート | クリスティン・チェノウェス   |                                                     |
| スザンヌ               | ダグマーラ・ドミンスク       |                                                     |
| ジョアン               | コリーン・キャンプ           |                                                     |
| その他                 |                              | 引田有美 西宏子 根本圭子 風村綾乃 丸山壮央 鈴木貴征 |

### スタッフ
- 監督：ライアン・マーフィー
- 製作：デデ・ガードナー、ブラッド・グレイ、ライアン・マーフィー、ブラッド・ピット
- 製作総指揮：スティーヴン・サミュエルズ
- 脚本：ライアン・マーフィー
- 撮影：クリストファー・バッファ
- 音楽：ジェームズ・S・レヴィン

## 訴訟
2005年、マサチューセッツ州のロドルフ・H・ターコット博士(1919年-2000年)の家族は、バローズと彼の出版社に対して、人格の名誉毀損とプライバシーの侵害を主張して訴訟を起こした。彼らが本の中で描かれているフィンチ家の元となったが、バローズは彼らの活動に関する様々な記述を捏造または誇張したとし、又それは回顧録として販売されており事実であるかのように宣伝されているが、そうでは無いと述べている。
バローズと彼の出版社であるセント・マーティンズ・プレスは2007年8月にターコット家と和解した。ターコット夫妻は、プライバシーの侵害、名誉毀損、精神的苦痛に対して200万ドルの損害賠償を求めていたと伝えられている。バローズは「完全に正確」と自己擁護したが、重版の著者謝辞ページを変更して、この作品を「回顧録」ではなく「本」と呼び、ターコット家について記述され矛盾した記憶を認識し、ターコット家への「意図しない害」であったと遺憾の意を表明した。この本に記されている出来事についての彼らの記憶は,わたし自身の記憶とは異なると認識しています。彼らはそれぞれ立派で、まともで、勤勉な人々です。この本は家族を傷つけることを意図したものではありませんでした。出版社も私も、『ランニング・ウィズ・シザーズ』の出版とマーケティングによる意図しない損害を遺憾に思っています。
しかし、彼個人の公式サイトでは、「本」という言葉が「回顧録」という言葉に取って代わったままで、表紙・タイトルページ・その他の場所に回顧録として記述されていることに家族は怒っています。

ちなみに映画化に際しても、公開前の2006年10月にソニー・ピクチャーズ・エンタテインメントとターコット家は和解している。